# Vergens

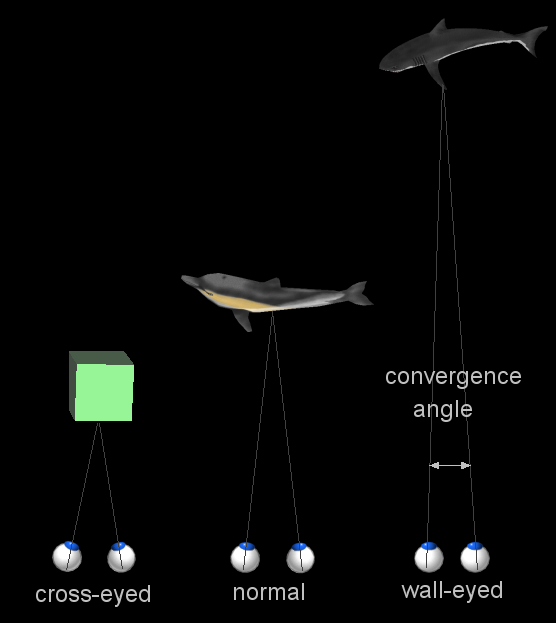
Ögonen vrids till att fokusera på samma objekt

Vergens innebär en samtidig rörelse av båda ögonen i motsatta riktningar för att få eller behålla samma binokulära syn. Begreppet vergens används även som ett mått på linsens brytstyrka.
När en varelse med en binokulär syn ska fokusera på ett objekt, måste ögonen vridas runt den vertikala axeln så att projektionen av bilden hamnar i näthinnans mitt på båda ögonen. För att fokusera på ett nära objekt vrids ögonen mot varandra (konvergens), medan de för föremål längre bort vrids från varandra (divergens). Överdriven konvergens kallas skelande (med fokus på näsan till exempel). När man tittar mot horisonten ställer sig ögonen i princip parallellt för att kunna fixera avlägsna objekt.
Vergensrörelser hänger nära samman med ögats ackommodation. Under normala förhållanden kommer ett annat önskat betraktningsobjekt automatiskt att påbörja både en samtidig ögonvridning (vergens) och en förändring av ögats lins (ackommodation).

## Vergensproblem
Det finns ett antal definierade orsaker till bristande vergens:
- Exofori
- Convergence insufficiency
- Divergence excess
- Esofori
- Convergence excess
- Divergence insufficiency
- Fusional vergence dysfunction
- Vertikal fori